# Suzanne Reichenberg
Suzanne Reichenberg, née le 7 septembre 1853 à Paris et morte le 9 mars 1924 dans la même ville, baronne de Bourgoing (1900), est une actrice française.

## Biographie
Suzanne Reichenberg naît à Paris le 7 septembre 1853, d'un père hongrois — Charles Reichenberg, (1828-1859), tailleur-coupeur — et d'une mère picarde — Aline-Joachim-Florence Bocquillon — mariés le 2 avril 1853, d'après Suzanne Brohan et meurt à Paris 17e, le 9 mars 1924. Elle est la filleule de Suzanne Brohan dont la mère de Suzanne Reichenberg était la dame de compagnie.
Charles Reichenberg, malade et mourant, recommande sa fillette âgée de 4 ans, à sa marraine qui l'élève. À treize ans, sa marraine la présente au Conservatoire, à quatorze ans, elle obtint un second prix au concours ; à quinze ans moins deux mois, elle remporte le premier prix au Conservatoire.
Elle débute en 1868 dans le rôle d'Agnès de L'École des femmes à la Comédie-Française. Théophile Gautier la dépeint ainsi, au lendemain de ses débuts :

« Mlle Reichenberg a une délicieuse figure fine et candide où l'esprit brille à travers l'innocence. Ses cheveux blonds s'harmonisent avec son teint rosé et blanc, qui ne doit rien au blanc de perles ni au fard; elle a des yeux bleus pleins de lumière et de douceur, un sourire d'une grâce enfantine, et dans la voix cette fraîcheur argentée de la jeunesse qui plaisait tant à J.-J. Rousseau. Ses proportions sont mignonnes et délicates comme celles de la Psyché de Canova »
L'année suivante dans son feuilleton, sur les faux-ménages, Th. Gautier appelait encore Mlle Reichemberg « une fleur, un sourire, un printemps ! »

« Aussi ingénue que fantaisiste » (Boni de Castellane), elle est la reine des ingénues au théâtre entre 1870 et 1900. Dans les années 1890, Georges Clemenceau, en accoutumé de la vie théâtrale de son temps, lui est proche. (Clemenceau, Michel Winock, Editions Perrin Collection Tempus, chap. VII, p. 137)
Marcel Proust l’évoque en 1894 : « toute gracieuse, habillée de rose pâle et coiffée d’un large chapeau blanc que couvre de grandes plumes roses » (Essais et articles, Collection Folio essais (n°236) Éditions Gallimard, p. 362-363)
Dans La Recherche, il la fait également apparaître et la met en scène. « Monsieur de Guermantes, …, s’était présenté au foyer de la Comédie-Française et avait prié Mlle Reichenberg de venir réciter des vers devant le roi, ce qui avait eu lieu et constituait un fait sans précédent dans les annales des raouts » (Le côté de Guermantes, II, Chapitre deuxième)

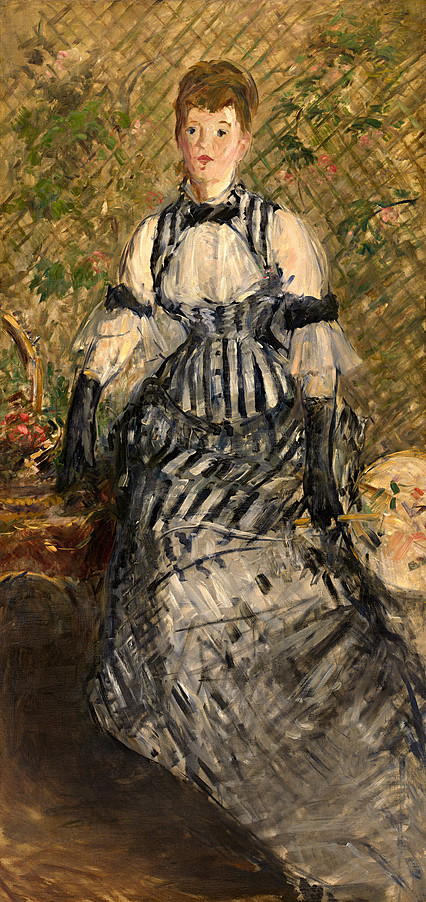
Femme en robe rayée
Edouard Manet, 1877-1880
Guggenheim Museum, New York

Elle pourrait être le modèle du portrait peint par Edouard Manet Femme en robe rayée. Cela reste purement spéculatif. Il représente un de type de femme, la bourgeoise parisienne à la mode, avec un éventail japonais.
Elle est, dans La Prisonnière, l'image opposée de Sarah Bernhardt : « C'est comme une personne qui prétendrait être à la fois Reichenberg et Sarah Bernhardt » dit Charlus à Madame Verdurin à propos de la comtesse Molé.
Le dessert appelé « crêpes Suzette » aurait été ainsi nommé en son honneur. La recette a été créée par Auguste Escoffier qui fut le chef de cuisine du Grand Hôtel de César Ritz avant de diriger les cuisines de l'Hôtel Savoy à Londres. C'est là qu'il servit au prince de Galles, le futur roi d'Angleterre Édouard VII, des crêpes cuisinées avec du curaçao (on utilise depuis du Grand Marnier). Le futur souverain suggéra de donner au mets le nom de Suzanne Reichenberg, la jeune femme qui l'accompagnait au dessert. Ainsi naquit la crêpe… Suzette qui contrairement aux idées reçues, ne fut pas flambée à ses débuts.[réf. souhaitée],.
En 1883, Suzanne Reichenberg fait réaliser, à Saint-Raphaël, une maison de villégiature Villa Reichenberg, nommée ensuite Villa Marie, par l'architecte Pierre Aublé.
Elle épouse Napoléon-Pierre-Mathieu, baron de Bourgoing le 12 octobre 1900, à Paris 17e,. Suzanne Reichenberg est inhumée au cimetière Montmartre (9e division) avec ses parents, sa fille, Fernande-Madeleine Reichenberg épouse de Pierre-Robert Pitet, Saint-Cyrien, mort pour la France le 12 novembre 1914 à Petitmont (Meurthe-et-Moselle) et son petit-fils Jacques Pitet.
Elle est inhumée au cimetière de Montmartre (division 9).

## Théâtre

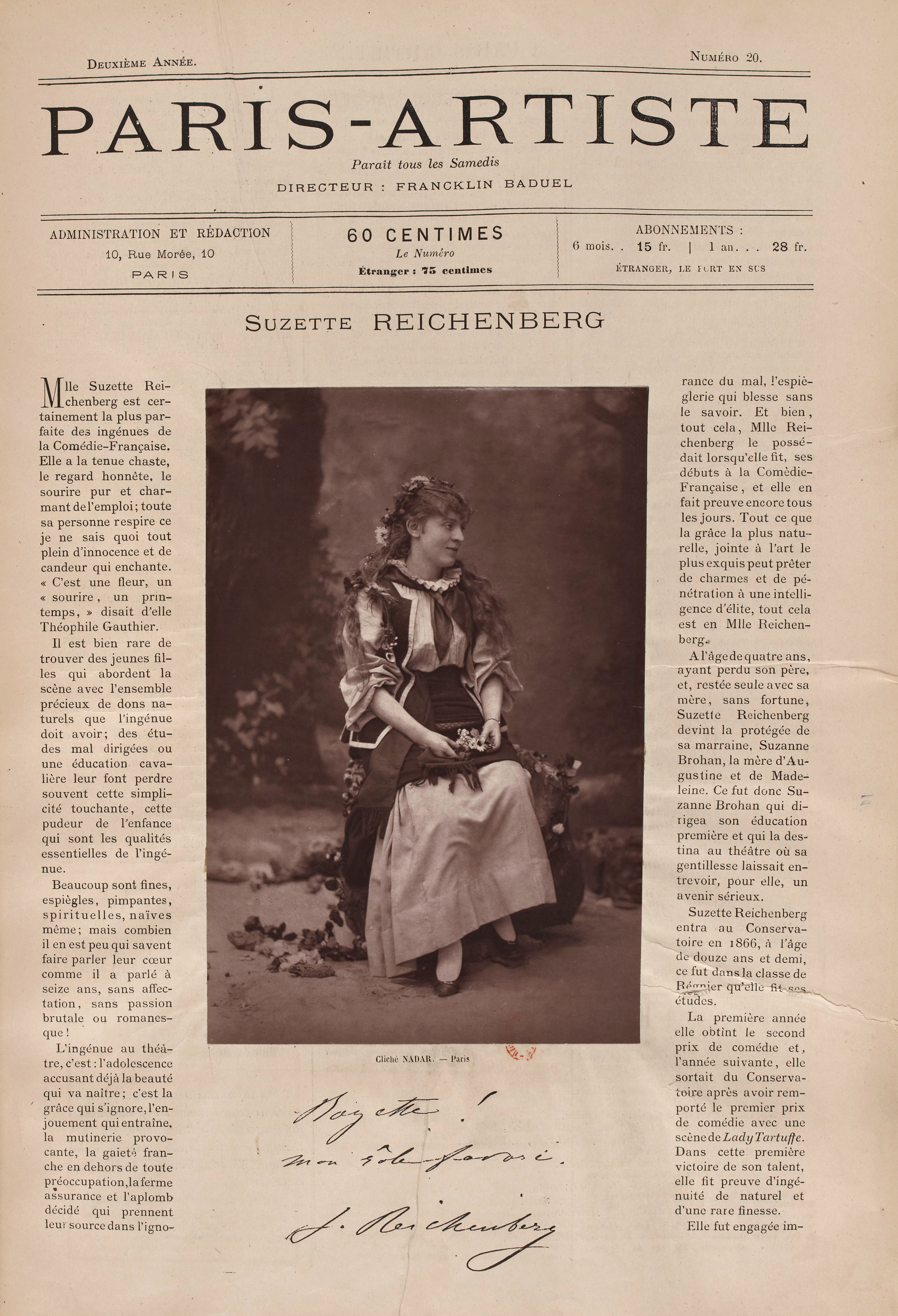
Suzette Reichenberg en première page de Paris-Artiste, no 20, 1884..

### Carrière à la Comédie-Française
Entrée en 1868 et nommée 294e sociétaire en 1872.
- 1868 : L'École des femmes de Molière : Agnès
- 1869 : Julie d'Octave Feuillet : Cécile
- 1869 : Le Mariage de Figaro de Beaumarchais : Fanchette
- 1870 : Esther de Jean Racine : une jeune Israélite
- 1871 : Athalie de Jean Racine : Joas
- 1871 : Christiane d'Edmond Gondinet : Christiane
- 1871 : Les Plaideurs de Jean Racine : Isabelle
- 1875 : Les Projets de ma tante de Henry Nicole
- 1875 : Bataille de dames d'Eugène Scribe
- 1875 : Tartuffe de Molière : Marianne
- 1875 : La Grand'maman d'Édouard Cadol : Alice
- 1875 : L'Ilote de Charles Monselet et Paul Arène : Fleur-de-Sauge
- 1876 : L'Ami Fritz d'Émile Erckmann et Alexandre Chatrian : Suzel
- 1876 : Dom Juan ou le Festin de pierre de Molière : Mathurine
- 1878 : Les Fourchambault d'Émile Augier
- 1879 : Le Mariage de Figaro de Beaumarchais : Chérubin, puis Suzanne
- 1880 : Le Bourgeois gentilhomme de Molière : Lucile
- 1886 : Un parisien d'Edmond Gondinet : Geneviève
- 1886 : Hamlet, prince de Danemark d'après William Shakespeare : Ophélie
- 1887 : Francillon d'Alexandre Dumas : Annette
- 1887 : Vincenette de Pierre Barbier : Vincenette
- 1887 : La Souris d'Édouard Pailleron : Marthe de Moisan
- 1888 : Les Femmes savantes de Molière : Henriette
- 1888 : Pepa de Henri Meilhac et Louis Ganderax : Pepa Vasquez
- 1890 : Margot de Henri Meilhac : Margot
- 1890 : La Parisienne d'Henry Becque : Clotilde
- 1892 : Le Juif polonais d'Émile Erckmann et Alexandre Chatrian : Annette
- 1894 : Les Romanesques d'Edmond Rostand : Sylvette
- 1895 : Le Fils de l'Arétin de Henri de Bornier : Stellina
- 1896 : L'Évasion d'Eugène Brieux : Mme de Cattenières
- 1897 : Mieux vaut douceur et violence d'Édouard Pailleron : Cécile
- 1903 : Gringoire de Théodore de Banville

### Hors Comédie-Française
- 1887 : Le Cœur de Paris, revue avec notamment Réjane, théâtre national de l'Opéra de Paris. Une seule représentation, donnée au profit des œuvres de la Société philanthropique[11].

## Dialogue entre Suzanne Reichenberg etJules Mélineen 1870
Suzanne Reichenberg durant le siège de Paris était infirmière dans une ambulance (nom donné alors à des hôpitaux improvisés), sur ordre du médecin, elle alla trouver Jules Méline alors adjoint au maire du 1er arrondissement pour obtenir un gigot pour ses malades. Selon une habitude d’actrice, elle ne parlait qu’en vers, voici le dialogue qu’elle eut avec Méline :
Reichenberg
« Deux mots, monsieur l’adjoint : il me faut un gigot.
Méline
C’est un miracle, alors qu’il vous faut.
Reichenberg
Soit ! que coûte un miracle au bras qui peut le faire ?
Méline
Paris est aux abois, et grande est sa misère,
Madame ; on n’y fait plus de joyeux carnaval ;
Et sur les os du chien, dont la race est finie ;
Le loir contemple, hélas sa prochaine agonie !
Reichenberg
Mais alors ma famille ira donc de ce pas,
Heurter, le ventre creux, aux portes du trépas ?
Méline
Quand tous meurent de faim, voulez qu’elle vive ?
Reichenberg
Oui, je le veux, car c’est ma famille adoptive ;
Car ce sont des blessés pour qui je tends la main ;
Des blessés que la balle a cloués en chemin ;
Et qu’ayant recueillis dans ma pauvre ambulance
J’ai hâte de guérir pour les rendre à la France,
Quoi ! si la Faculté veut qu’on les réconforte,
Vous toléreriez que ce fut lettre morte,
Et qu’au lieu d’un gigot on leur servit du rat ?
Méline
Vous triomphez, madame ; on vous le trouvera. »
Et Madame Reichenberg obtint son gigot.
Cité par le Journal Le Vosgien, no 2416, qui dit tenir cette anecdote du livre d'Édouard Drumont, La France juive.

## Portrait
- Par Lucien Lévy-Dhurmer, 1900, dit également Ophélie.